# Zeitlarn
Zeitlarn je obec v německé spolkové zemi Bavorsko, v zemském okrese Řezno ve vládním obvodu Horní Falc.
V roce 2014 zde žilo 5 834 obyvatel.

## Poloha
Sousední obce jsou: Bernhardswald, Lappersdorf, Regenstauf, Řezno (Regensburg) a Wenzenbach.